# Manisaspor Kulübü
O Manisaspor Kulübü (mais conhecido como Manisaspor) é um clube profissional de futebol turco com sede na cidade de Manisa, capital do estado homônimo, fundado em 15 de junho de 1965. Atualmente disputa as Ligas Regionais Amadoras.
As cores oficiais de seu uniforme são o vermelho, o preto e o branco. Manda seus jogos no Manisa 19 Mayıs Stadi, com capacidade para 16,597 espectadores.

## Torcida
O clube é apelidado por seus torcedores como Os Tarzans, em referência ao veterano de guerra Ahmet bin Carlak (1899–1963), lendário soldado nascido em Manisa e personalidade ilustre da cidade, que lutou pelo Império Otomano na Primeira Guerra Mundial durante o fim dos anos 1910 e pela recém-fundada Turquia na Guerra Grego-Turca no início dos anos 1920, que renunciou aos seus privilégios como militar para distribuir seus recursos aos pobres, compromtendo-se também em reflorestar as matas e as áreas verdes locais arrasadas pelas chamas durante o conflito bélico com os gregos.

## Títulos
- Quarta Divisão Turca (3): 1984–85, 1990–91 e 1993–94
- Terceira Divisão Turca (2): 2001–02 e 2015–16 (Grupo Vermelho)

### Campanhas de Destaque
- Vice–Campeão da Segunda Divisão Turca (1): 2004–05
- Copa da Turquia (semifinal): 2009–10